# ناحیه ون بورن، شهرستان سنت لوئیس، مینه‌سوتا
ناحیه ون بورن، شهرستان سنت لوئیس، مینه‌سوتا (به انگلیسی: Van Buren Township, St. Louis County, Minnesota) یک سکونتگاه مسکونی در ایالات متحده آمریکا است که در شهرستان سنت لوئیس، مینه‌سوتا واقع شده‌است.

## خصوصیات
ناحیه ون بورن ۹۲٫۲ کیلومترمربع مساحت و ۱۸۹ نفر جمعیت دارد و ۳۸۳ متر بالاتر از سطح دریا واقع شده‌است.